# Pareronia tritaea
Pareronia tritaea är en fjärilsart som först beskrevs av Felder 1859.  Pareronia tritaea ingår i släktet Pareronia och familjen vitfjärilar. Inga underarter finns listade i Catalogue of Life.

## Bildgalleri

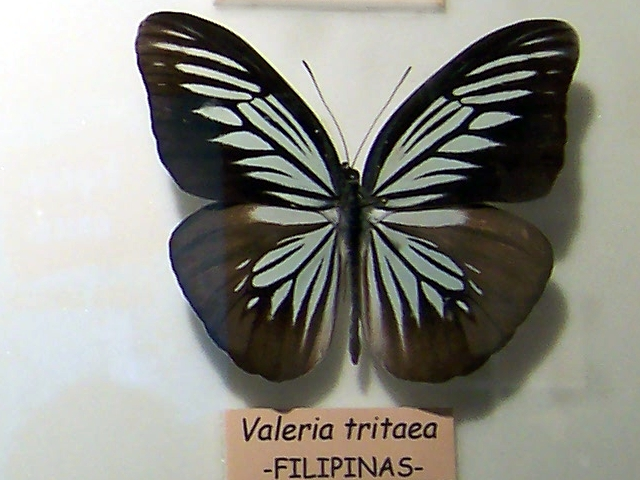
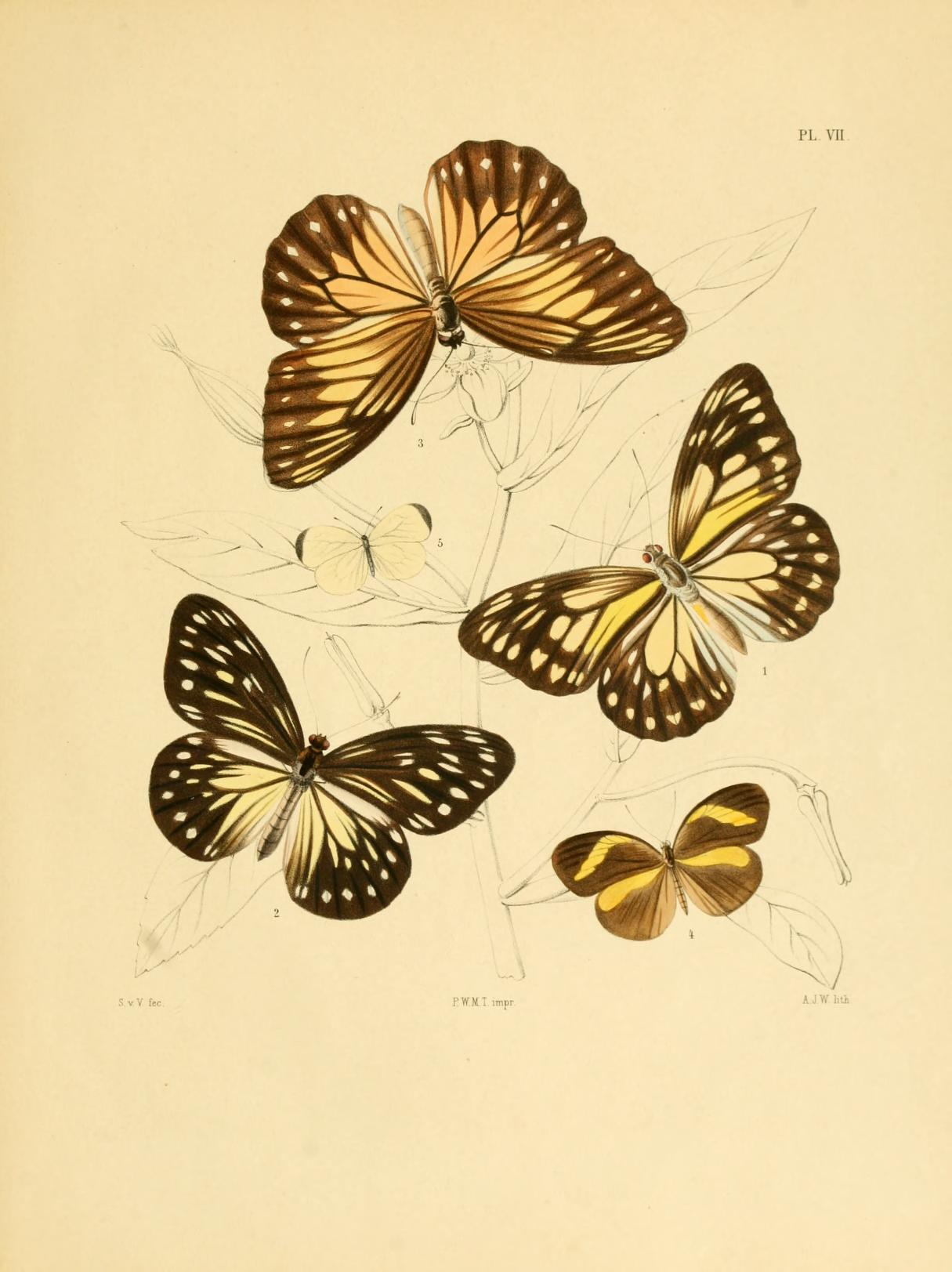